# Åbo Akademis Studentkår
Åbo Akademis Studentkår (ÅAS) grundades år 1919 vid Åbo Akademi. Den är en av Finlands äldsta studentkårer och en av landets två helt svenskspråkiga studentkårer; den andra är Svenska Handelshögskolans Studentkår.
Största delen av Åbo Akademis Studentkårs organisation finns i Åbo, men studentkåren har även verksamhet i Vasa. Antalet medlemmar är omkring 5 000. Enligt finsk lag måste varje studerande inskriven för grundexamen vid ett universitet vara medlem i sin studentkår.
I inofficiella sammanhang kallas Åbo Akademis Studentkår ofta för Kåren. Kåren betyder dock inte nödvändigtvis själva studentkåren, utan kan också syfta på huset Kåren på Tavastgatan i Åbo, eller på Restaurang Kåren, som finns i samma lokaliteter.
Under 2019 firar Åbo Akademis Studentkår sitt 100-årsjubileum.

## Organisation
Åbo Akademis Studentkår består av alla grundexamenstuderande vid Åbo Akademi samt ett antal forskarstuderande (medlemskap är för dem frivilligt).
Det högsta beslutande organet är fullmäktige, som väljs vartannat år i november av Studentkårens medlemmar. Fullmäktige består av 25 ledamöter samt lika många suppleanter. Fullmäktige väljer på sitt konstituerande möte en styrelse som fungerar som intressesektorns förvaltande organ. Fullmäktige väljer också ekonomidirektionen som ansvarar för Kårens affärsverksamhet.
Förutom de förtroendevalda har Kåren en generalsekreterare, informatör, jubileumskoordinator, ett studentombud samt två serviceexperter, varav en är placerad i Åbo och en i Havtornen i Vasa.
Åbo Akademis Studentkår bevakar studenternas intressen både inom och utanför Åbo Akademi.
Studentkåren är representerat i ett antal organisationer, bland annat Finlands studentkårers förbund (FSF, fi. SYL), Studenternas hälsovårdsstiftelse och Åbo studentbystiftelse.

## Affärsverksamhet
- Av studentkåren ägda Gadolinia Kb driver ett antal studentrestauranger i Åbo
- Studentbostäder, främst Tavasthem i kårhuset, men också annanstans
- Beställningsrestaurangverksamhet, främst middagar i kårhuset men även catering
- Förvaltning av fonderade medel
- En verkställande direktör ansvarar för affärsverksamheten tillsammans med ekonomidirektionen.